# Savang Vatthana
Savang o Sisavang Vatthana, nome per esteso Samdach Brhat Chao Mavattaha Sri Vitha Lan Xang Hom Khao Phra Rajanachakra Lao Parama Sidha Khattiya Suriya Varman Brhat Maha Sri Savangsa Vadhana (Luang Prabang, 13 novembre 1907 – Provincia di Houaphan, 1978 o 1984), è stato il secondo ed ultimo sovrano del Regno del Laos.
Regnò dal 1959, dopo la morte del padre e predecessore Sisavang Vong, fino a quando fu costretto ad abdicare nel 1975 dai comunisti del Pathet Lao, che presero il potere ed istituirono la Repubblica Popolare Democratica del Laos. In seguito fu accusato di collaborare con la resistenza anti-comunista e nel 1977 fu internato assieme a gran parte della famiglia reale in un campo di rieducazione nella remota Provincia di Houaphan, dove morì in data imprecisata.

## Biografia

### Infanzia ed educazione in Francia
Il principe Savang Vatthana nacque il 13 novembre 1907 a Luang Prabang, l'allora capitale del regno omonimo, che era una colonia dell'Indocina francese. Era il secondo figlio del sovrano Sisavang Vong e della regina Kham-Oun I. La sorella maggiore era la principessa Khampheng e minori erano la principessa Sammathi ed i principi Sayasack e Souphantharangsri.
Suoi lontani cugini erano i principi Souvanna Phouma e Souphanouvong, che, insieme e in contrasto col principe Boun Oum, leader dei nazionalisti filo-occidentali e convinto anticomunista, avrebbero segnato la storia del paese nel periodo in cui visse e regnò, talvolta apparentemente avulso dai problemi internazionali ma invece attento a un difficile e precario equilibrio, Savang Vatthana.
All'età di 10 anni fu mandato a studiare in Francia, dove frequentò il liceo a Montpellier e si laureò all'École Libre des Sciences Politiques, l'odierno Istituto di studi politici di Parigi, dove venivano formati i diplomatici francesi. Continuò gli studi post laurea in Francia ed al suo ritorno in patria fu costretto a prendere lezioni di lingua lao, di cui aveva perso dimestichezza dopo molti anni all'estero.

### Ritorno in Laos
Devoto buddista, divenne un'importante autorità della sangha laotiana ed assunse il ruolo di protettore della fede Theravada, la religione di Stato del paese. Il 7 agosto 1930 sposò la principessa Khamphoui, da cui ebbe il primogenito Vong Savang, i principi Sisavang Savang e Sauryavong Savang, e le principesse Savivanh Savang e Thala Savang.
Durante la seconda guerra mondiale, quando le forze armate dell'Impero del Giappone occuparono il Laos e lo costrinsero a dichiarare l'indipendenza dalla Francia, fu inviato dal padre al quartier generale giapponese per il sud-est asiatico di Saigon, dove protestò contro l'invasione.

### Coinvolgimento del Laos nella guerra del Vietnam
Dopo la fine del conflitto mondiale e la ritirata giapponese, gli indipendentisti laotiani si unirono nel movimento Lao Issara e formarono una repubblica di breve durata. Il ritorno dei francesi pose fine a tale governo, fu istituito il Regno del Laos, posto sotto la protezione dell'Unione francese ed il trono fu restituito a Sisavang Vong. Nel 1951, il principe Vatthana assunse per un breve periodo l'incarico di Primo Ministro.
La crisi della Francia coloniale portò nel 1953 al coinvolgimento del Laos nella guerra d'Indocina ed al conseguente scoppio della guerra civile laotiana tra le fazioni filo-comuniste del Pathet Lao, guidate dal principe Souphanouvong, e quelle nazionaliste filo-occidentali e anticomuniste, che facevano capo al principe Boun Oum di Champasak.
La sconfitta nella battaglia di Dien Bien Phu segnò la fine del dominio francese nel sud-est asiatico e nel 1954 la Conferenza di Ginevra decretò l'indipendenza del Laos e del Vietnam, che venne diviso in due parti: il Vietnam del Nord in mano ai comunisti del Viet Minh ed il Vietnam del Sud in mano ai nazionalisti filo-occidentali. La rivalità tra i due Stati vietnamiti sfociò in breve nella guerra del Vietnam, di cui la guerra civile laotiana rappresentò il fronte occidentale.

### Ascesa al trono
Il 20 agosto 1959, Savang Vatthana fu nominato reggente del regno dopo che il padre si era ammalato. Ascese al trono alla morte del padre il 29 ottobre 1959 ma non fu mai incoronato, la cerimonia fu rinviata in attesa che il conflitto avesse termine e non si sarebbe mai più tenuta.
Malgrado non avesse il carisma e la statura politica del padre, fu molto attivo in ambito diplomatico, cercando di dare stabilità al paese, che vedeva parte del nord-est (con l'occupazione nord-vietnamita di territori prossimi al confine) in mano ai comunisti del Pathet Lao capeggiati da Souphanouvong e ai loro alleati Nord-vietnamiti, il sud in mano alle destre del principe Boun Oum ed il centro governato dal neutralista principe Souvanna Phouma. Per fermare il sanguinoso conflitto interno laotiano, auspicò un governo di unità nazionale e a tale scopo fu indetta nel maggio 1961 una nuova conferenza a Ginevra cui parteciparono rappresentanti delle tre fazioni e degli altri Stati interessati, compresi USA e URSS, nel tentativo di riaffermare la neutralità del Laos nel conflitto vietnamita.
Savang Vatthana fu accompagnato da Souvanna Phouma nelle missioni diplomatiche in molti dei paesi che avevano partecipato alla nuova Conferenza di Ginevra, incontrando tra gli altri il presidente statunitense John Fitzgerald Kennedy a Washington. Dopo una lunga serie di colloqui a livello internazionale, il governo di unità nazionale venne formato il 23 giugno 1962 ma ebbe breve durata, travolto dalle insormontabili divergenze tra le tre principali fazioni del Paese. Fu in questo periodo che gli statunitensi si intromisero con maggior impegno nel conflitto laotiano, in quella che fu definita la "Guerra Segreta", nella quale i loro bombardamenti aerei sul suolo laotiano raggiunsero un'intensità che non si era più registrata dopo la seconda guerra mondiale. Nel 1964, il caos che regnava nel paese spinse il Pathet Lao a respingere ogni ulteriore ipotesi di governo di unità nazionale e la guerra civile si inasprì.

### Abdicazione e morte
Il 23 agosto 1975 le forze del Pathet Lao occuparono la capitale Vientiane rendendo il governo di Phouma ininfluente fino al 2 dicembre di quello stesso anno, quando Savang Vatthana fu costretto ad abdicare per diventare solo formalmente consigliere supremo del nuovo presidente Souphanouvong della Repubblica Popolare Democratica del Laos Si rifiutò di lasciare il paese come avevano fatto molti nobili ed influenti personaggi legati al vecchio governo, il palazzo reale di Luang Prabang divenne un museo e l'ex sovrano fu costretto a spostarsi in una residenza nelle vicinanze. Nel marzo del 1977 fu accusato di finanziare i ribelli anti-comunisti e fu arrestato insieme alla regina ed ai principi Vong Savang, Sisavang, Souphantharangsri e Thongsouk. Furono deportati nella provincia settentrionale di Houaphan, in quella che era stata la roccaforte dei ribelli del Pathet Lao durante la guerra civile.
Furono internati nel campo di concentramento numero 1 di Sam Neua, dove erano custoditi i più importanti prigionieri politici. Era il detenuto più anziano del campo, avendo compiuto 70 anni nei primi mesi di permanenza.. Dopo essere stato obbligato ai lavori forzati, morì probabilmente di malaria e malnutrizione assieme alla moglie ed al figlio Vong Savang, principe ereditario. Il governo laotiano non ha reso pubbliche le circostanze del suo decesso e si è ipotizzato che possa essere morto nel 1978 o nel 1984, secondo quanto dichiarato dall'ex Primo Ministro laotiano Kaysone Phomvihane.